# Theodore Lux Feininger
Theodore Lux Feininger (Berlín, 1910 - Cambridge (Massachusetts), 7 de julio de 2011), también conocido como T. Lux Feininger, fue un fotógrafo y pintor estadounidense. Su obra fotográfica más relevante constituye un valioso testimonio de la vanguardia artística alemana durante el periodo de entreguerras.

## Biografía
Hermano pequeño del también fotógrafo Andreas Feininger e hijo del pintor Lyonel Feininger, uno de los primeros artistas que enseñaron en la Escuela de la Bauhaus, estudió arte (aunque no fotografía, pues su estudio no se implantó hasta 1929) en dicha institución, con profesores como László Moholy Nagy y Oskar Schlemmer.
En 1927 empezó a trabajar para la agencia fotográfica berlinesa DEPHOT; en 1929 participó en la exposición Film und Foto de Stuttgart.
Vivió en París durante tres años y en 1937 se trasladó a Nueva York. No volvió a hacer fotos hasta después de la Segunda Guerra Mundial, aunque tras 1953 volvió a abandonar su afición, para dedicarse a la pintura y la enseñanza, primero en Nueva York y luego en Cambridge, Massachusetts. Se jubiló en 1975, y siguió pintando y exponiendo su obra.